# Sebastian Reinert
Sebastian Reinert (* 20. April 1987 in St. Wendel) ist ein deutscher Fußballspieler.

## Karriere
Seine Laufbahn startete der Mittelfeldspieler beim saarländischen FC Gronig, bevor er bereits 1996 in der E-Jugend zum 1. FC Kaiserslautern wechselte. Die Saison 2005/06 begann er zunächst in der Regionalligamannschaft. In der Winterpause absolvierte er mit den Profis das Trainingslager und kam am 29. Januar 2006 zu seinem ersten Bundesligaeinsatz beim Heimspiel gegen FC Schalke 04. Am 3. Mai 2006 erzielte er im Spiel gegen Eintracht Frankfurt sein erstes Bundesliga-Tor. Der FCK stieg am Ende der Saison in die 2. Bundesliga ab. Reinert war in den letzten Spielen stets im Startaufgebot gewesen. Auch in der folgenden Zweitligasaison 2006/07 zeigte Reinert gute Leistungen, verletzte sich allerdings in der Winterpause im Training und wurde nach seiner Genesung häufiger nur als Einwechselspieler berücksichtigt. Am letzten Spieltag in der Saison 2007/08 stand er in der Startformation im Spiel gegen den 1. FC Köln. Dieses Spiel gilt als eines der besonderen des 1. FC Kaiserslautern, da mit dem 3:0-Sieg über Köln der erstmalige Abstieg in die 3. Liga abgewendet werden konnte. In der Saison 2008/09 spielte Reinert zumeist in der zweiten Mannschaft in der Regionalliga und kam nur zu drei Zweitligaeinsätzen.
Zur Saison 2009/10 wechselte er zum Zweitliga-Absteiger SV Wehen Wiesbaden. Am 4. Dezember 2010 schloss er sich Sportfreunde Lotte (Regionalliga West) an, nachdem er seit dem 1. Juli 2010 vereinslos war. Nach dem verpassten Aufstieg war er ohne Verein. Er absolvierte zunächst ein Probetraining beim FSV Frankfurt, es kam aber zu keinem Vertragsabschluss. Später schloss er sich dem Training des FK Pirmasens an. Als das Angebot kam, beim Südwest-Oberligisten zu spielen, sagte er im September 2011 zu. Mit dem FKP stieg er 2014 in die Regionalliga Südwest auf und konnte 2015 den Südwestpokal gewinnen.
Nach insgesamt sieben Jahren in Pirmasens wechselt Reinert zur Saison 2018/19 als Spielertrainer zum saarländischen Bezirksligisten SG Scheuern-Steinbach-Dörsdorf, 2020 zog er zum rheinland-pfälzischen Landesligisten Sportfreunde Bundenthal weiter.

### Statistik
| Liga          | Spiele (Tore) |
| ------------- | ------------- |
| Bundesliga    | 014 0(1)      |
| 2. Bundesliga | 053 0(4)      |
| 3. Liga       | 035 0(6)      |
| Regionalliga  | 155 (12)      |
| Oberliga      | 096 (13)      |
| Verbandsliga  | 002 0(1)      |
| Wettbewerb    |               |
| DFB-Pokal     | 006 0(0)      |

Stand: Saisonende 2017/18